# Nationale 1 1974-1975 (pallavolo femminile)
La Nationale 1 francese di pallavolo femminile 1974-1975 si è svolta tra il 1974 ed il 1975: al torneo hanno partecipato 8 squadre di club francesi e la vittoria finale è andata per la sesta volta consecutiva all'ASPTT Montpellier.

## Regolamento
Il campionato si è svolto in un'unica fase dove le otto squadre partecipanti hanno disputato un girone all'italiana con gare di andata e ritorno: al termine della regular season la squadra prima classificata si è laureata Campione di Francia, qualificandosi anche per la Coppa dei Campioni 1975-76, mentre le ultime due classificate sono state retrocesse in Nationale 2; la seconda classificata si è qualificata per la Coppa delle Coppe 1975-76.

## Squadre partecipanti
- RC Cannes
- ASUL Lyon
- ASPTT Montpellier
- CASG Paris
- Paris UC
- RC de France
- Stade Toulousain
- Tourcoing

## Torneo

### Regular season

#### Classifica
| Pos. | Squadra           | Pt | G  | V  | P  | SV | SP | Ratio | PF | PS | Ratio |
| ---- | ----------------- | -- | -- | -- | -- | -- | -- | ----- | -- | -- | ----- |
| 1.   | ASPTT Montpellier | 27 | 14 | 13 | 1  | 41 | 9  | 4.555 | -  | -  | -     |
| 2.   | ASUL Lyon         | 25 | 14 | 11 | 3  | 39 | 11 | 3.545 | -  | -  | -     |
| 3.   | Paris UC          | 23 | 14 | 9  | 5  | 33 | 21 | 1.571 | -  | -  | -     |
| 4.   | CASG Paris        | 23 | 14 | 9  | 5  | 26 | 26 | 1.000 | -  | -  | -     |
| 5.   | Tourcoing         | 20 | 14 | 6  | 8  | 23 | 26 | 0.884 | -  | -  | -     |
| 6.   | RC de France      | 20 | 14 | 6  | 8  | 20 | 30 | 0.666 | -  | -  | -     |
| 7.   | RC Cannes         | 18 | 14 | 4  | 10 | 16 | 33 | 0.484 | -  | -  | -     |
| 8.   | Stade Toulousain  | 14 | 14 | 0  | 4  | 4  | 42 | 0.095 | -  | -  | -     |

| Campione di Francia | Retrocesse in Nationale 2 |

## Verdetti
- ASPTT Montpellier Campione di Francia 1974-75 e qualificata alla Coppa dei Campioni 1975-76.
- ASUL Lyon qualificata alla Coppa delle Coppe 1975-76.
- RC Cannes e  Stade Toulousain retrocesse in Nationale 2 1975-76.